# Armand & The Kik
Armand & The Kik is een album van beatgroep The Kik in samenwerking met Armand. Het album bestaat voor een gedeelte uit sixties-covers. De single Snelle Jongens/Fuck the Blues verscheen in het kader van de Nederlandse Record Store Day 2015. 

## Inhoud
1. Comeback
2. Giglied
3. Teveel werelden
4. Fuck the blues
5. Een beetje vriendelijkheid
6. Gemeengoed
7. Waar is je glimlach
8. Een mens is wat 'ie geeft
9. Iemand
10. Snelle jongens
11. Waterfiets
12. Ik heb het gevonden
13. De weg naar Isfahan

## Hitnotering

### NederlandseAlbum Top 100
| Hitnotering: | Hitnotering: | Hitnotering: | Hitnotering: | Hitnotering: | Hitnotering: | Hitnotering: |    |    |    |    |     |
| Week:        | 01           | 02           | 03           | 04           | 05           | 6            | 7  | 8  | 9  | 10 |     |
| ------------ | ------------ | ------------ | ------------ | ------------ | ------------ | ------------ | -- | -- | -- | -- | --- |
| Positie:     | 16           | 28           | 46           | 18           | 57           | 37           | 93 | 97 | 92 | 85 | uit |